# Ökennattskärra
Ökennattskärra (Caprimulgus aegyptius) är en liten till medelstor nattskärra som förekommer dels i sydvästra Asien, dels i norra Afrika. Som namnet avslöjar häckar den i mycket torra områden med endast ett fåtal buskar eller träd. Den är en mycket sällsynt gäst i Europa, med bland annat ett enda fynd i Sverige, på Stora Karlsö 1972. Arten minskar i antal men kategoriserar ändå som livskraftig av IUCN.

## Utseende och läte
Som andra nattskärror har den ett stort gap, långa vingar, mjuk fjäderdräkt och är huvudsakligen nattaktiv. Som de flesta nattskärror är dess fjäderdräkt avsedd att dölja fågeln snarare än att utmärka densamma. Då ökennattskärran lever i sandig miljö, så är också dess fjädrar närmast sandfärgade med streck i olika beiga och bruna nyanser. Undersidan av kroppen är ljust sandfärgad. 
Ökennattskärran är cirka 25 centimeter lång med ett vingspann på 55 centimeter. Jämfört med nattskärran är den påtagligt ljusare och saknar den svarta längsträckningen nattskärran har på ryggen. Vingarna saknar nattskärrans vita fläckar och vingundersidan är mycket ljusare.

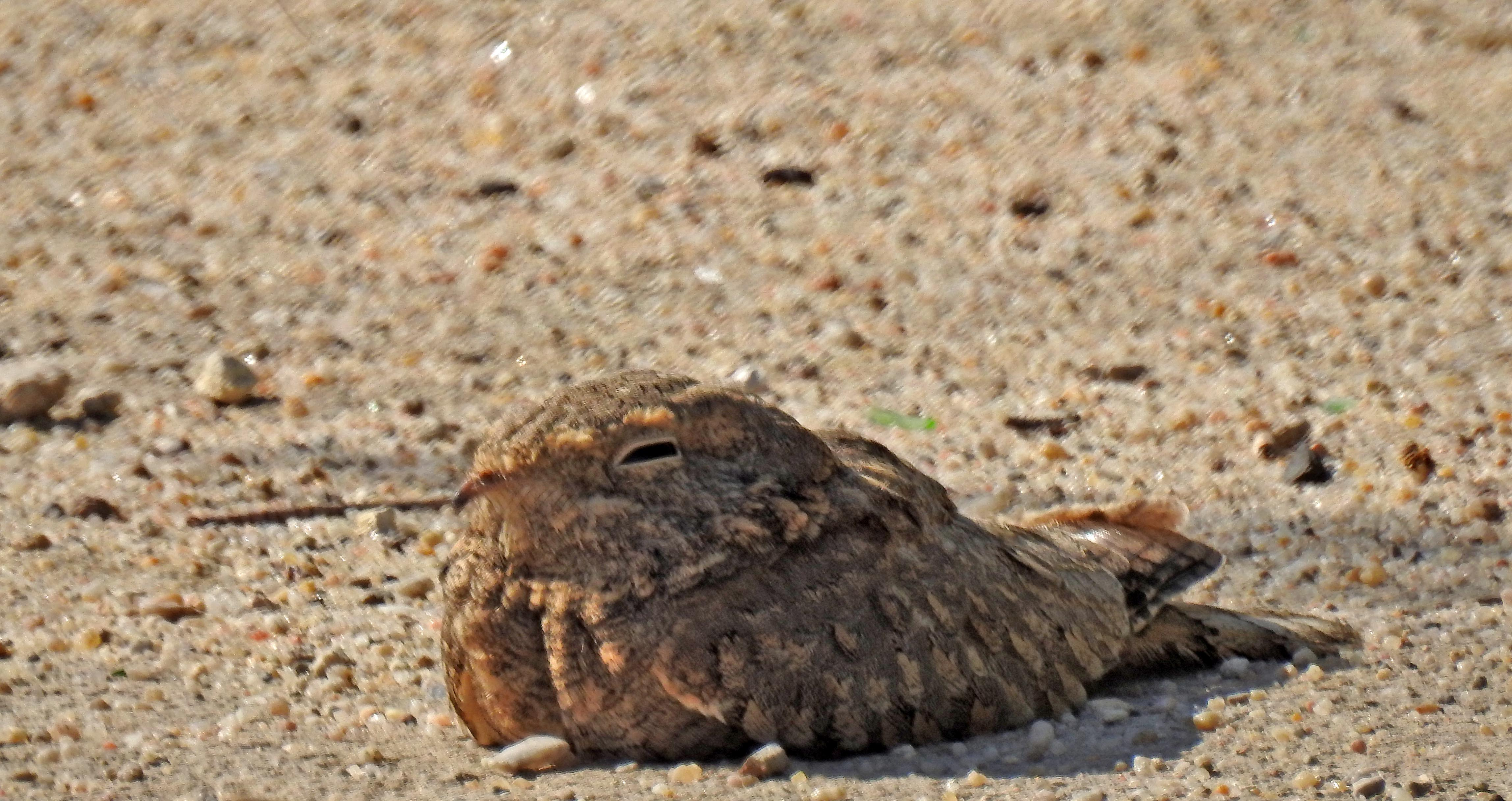

Lätet är ett upprepat närmast mekaniskt kroo-kroo-kroo…, som stiger och sjunker allteftersom fågeln vrider sitt huvud från sida till sida.

## Ekologi
Ökennattskärran håller till i ökenlandskap med ett fåtal träd eller buskar. Den är som mest aktiv vid solnedgången. Dess flykt är ljudlös och omfattar så väl starka vingslag som glidflykt och loopar med orörliga vingar. Under dagen ligger ökennattskärran tyst på marken och litar till sin fjäderdräkt för att inte upptäckas.
Ökennattskärran bygger inte något bo, utan lägger vanligen två avlånga ägg direkt på marken. Den ruvande fågeln är äggens bästa skydd. Ökennattskärran livnär sig huvudsakligen på de insekter som är aktiva i skymningen, till exempel olika arter av nattfjärilar. 

## Utbredning och systematik
Ökennattskärran delas in i två underarter med följande utbredning:
- Caprimulgus aegyptius saharae – häckar från Marocko till Nildeltat, övervintrar i västra Sahel
- Caprimulgus aegyptius aegyptius – nordöstra Egypten och Arabiska halvön till västra Kina, västra Pakistan och sydöstra Iran

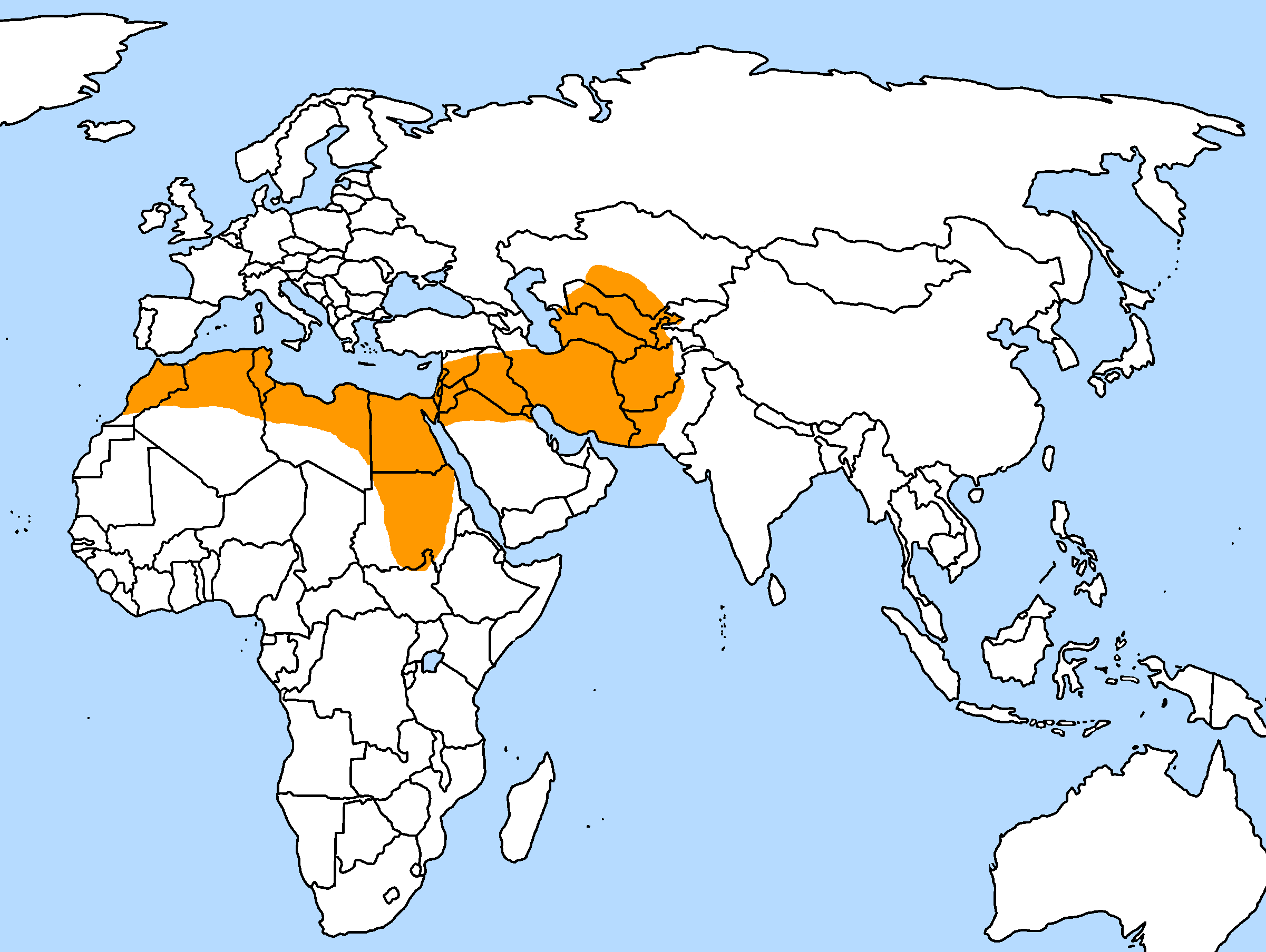
Ökennattskärrans ungefärliga utbredning.

Fågeln besöker mycket sällsynt Europa. Vid ett tillfälle har ökennattskärran setts i Sverige: 21–22 maj 1972 på Stora Karlsö utanför Gotland. Den har även gästat Storbritannien, Danmark, Tyskland, Italien och Malta.

## Status och hot
Arten har ett stort utbredningsområde och en stor population, men tros minska i antal på grund av habitatförstörelse, dock inte tillräckligt kraftigt för att den ska betraktas som hotad. IUCN kategoriserar därför arten som livskraftig (LC).